# Ceva pe gratis
„Ceva pe gratis” ("Something for Nothing") este o povestire științifico-fantastică umoristică scrisă de autorul american Robert Sheckley. A apărut inițial în revista Galaxy Science Fiction din iunie 1954 și apoi a fost publicată în colecția de povestiri Citizen in Space (1955). 
În limba română a fost tradusă de Delia Ivănescu și a fost publicată în volumul Monștrii (1995, Editura Nemira, Colecția Nautilus).

## Prezentare
Joe Collins, în mod involuntar, intră în posesia unei Mașinării ("The Utilizer") aparent provenind din viitor, fabricată de o civilizație cu puteri imense. Mașinăria are doar o plăcuță de metal, un buton roșu și un bâzâit ușor. Într-adevăr, această mașină are capacitatea de a îndeplini toate dorințele pe care posesorul acesteia le are. Acesta poate să-i ceară Mașinării totul "pentru nimic" (sau gratis) (de aici și titlul povestirii).

## Adaptări
Povestirea a fost ecranizată în 1996 ca scurtmetrajul The Utilizer, în regia lui Craig Barron, cu Jamie Bozian în rolul lui Collins, Sharon Omi ca Flign și William Sanderson ca Leek.
În 2020 a fost ecranizat ca lungmetrajul Ceva pe gratis (Кое-что задаром), regia Alexey Talyzin, cu Maksim Ponomaryov, Aleksandr Udalov, Igor Botvin și Igor Lifanov. Filmările au început în Rusia din 2015.